# Blitum
Blitum L. è un genere di piante erbacee della famiglia delle Amarantacee

## Tassonomia
Il genere comprende le seguenti specie:
- Blitum asiaticum (Fisch. & C.A.Mey.) S.Fuentes, Uotila & Borsch
- Blitum atriplicinum F.Muell.
- Blitum bonus-henricus (L.) Rchb. - farinello buon-enrico
- Blitum californicum S.Watson
- Blitum capitatum L. - farinello capitato
- Blitum korshinskyi Litv.
- Blitum litwinowii (Paulsen) S.Fuentes, Uotila & Borsch
- Blitum nuttallianum Schult.
- Blitum petiolare Link
- Blitum × tkalcsicsii (H.Melzer) Mosyakin (B. bonus-henricus × B. virgatum)
- Blitum venetum Iamonico, Argenti, Sciuto & M.A.Wolf
- Blitum virgatum L.